# Ferdinand Richard
Ferdinand Richard, pseudonimo di Hervé Richard (Meknes, 25 giugno 1959), è un bassista e compositore francese.
Richard fu uno dei fondatori del gruppo Etron Fou Leloublan nel 1973, con cui rimase fino allo scioglimento del 1986. Entrò anche nel complesso di Alfred Harth Gestalt et Jive a metà degli anni ottanta e collaborò con Fred Frith nella registrazione del 1989 di Dropera (1991). Richard formò i Ferdinand et les Philosophes nel 1990 e pubblicò da solista gli album En Forme!! (1981) e En Avant (1983).

## Discografia parziale

### Gruppi
Etron Fou Leloublan
- Batelages (1977, Gratte-Ciel)
- Les Trois Fous Perdégagnent (Au Pays Des...) (1978, Tapioca)
- En Public aux Etats-Unis d'Amérique (1979, Celluloid Records)
- Les Poumons Gonflés (1982, Turbo)
- Les Sillons de la Terre (1984, Le Chant du Monde)
- Face Aux Éléments Déchaînés (1985, RecRec Music)
- Classic guide to No Man's Land (1987, NML 8813 C.D.) - antologia
- Compilation festival MIMI 1986 (1986, Oblique Musique)
- 43 Songs (1991, 3xCD box set, Baillemont) - antologia
- À Prague (live) (2010, Gazul)
- Réédition intégrale Etron Fou Leloublan (1991, Baillemont)

Gestalt et Jive
- Nouvelle Cuisine (1985, Moers Music)
- Gestalt et Jive Trio (1986, Creative Works Records)

Bruniferd
- Bruniferd (1986, RecRec Music)
- Un Putch Kitch (1991, SMI)
- Pas Sages, Secrets (1997, ST)
- Compilation Festival MIMI 1988 (1989, AMI 2002)

Les 4 Guitaristes de l'Apocalypso-Bar
- Fin de Siècle (1989, Ambiances Magnétiques)

Fred & Ferd (Fred Frith e Ferdinand Richard)
- Dropera (1991, RecRec Music)

Ferdinand et les Philosophes
- ... Enclume (1991, RecRec Music)
- Ensableur de Portugaises (1994, RecRec Music)

Ferdinand et les Diplomates
- E-pop (2007, OUTONEDISCDDCO 1008)

### Solo
- En Forme!! (1981, Celluloid Records)
- En Avant (1983, RecRec Music)
- Arminius (1993, Stupeur&Trompette)

### Collaborazioni
- Morgan-Fischer, Miniatures (1980, PIPE REC)
- Guigou Chenevier, Arthur et les Robots (1980, SAPEM)
- Fred Frith, Speechless (1981, RALPH REC)
- Les Quatre Guitaristes, Fin de Siècle (1989, AMB.MAGN)
- Mia Zabelka, Possible fruit (1991, EXTRAPLATTE, EX 172 CD)
- Various Artists, Hardis Bruts (Hommage À L'Art Brut) (1992, IN-POLY-SONS, IPS 0592)
- Christiane Cohade (1993)
- Tadahiko Yokogawa, Solocism (1997, DIW-SUYN)